# Peaks of the Balkans Trail

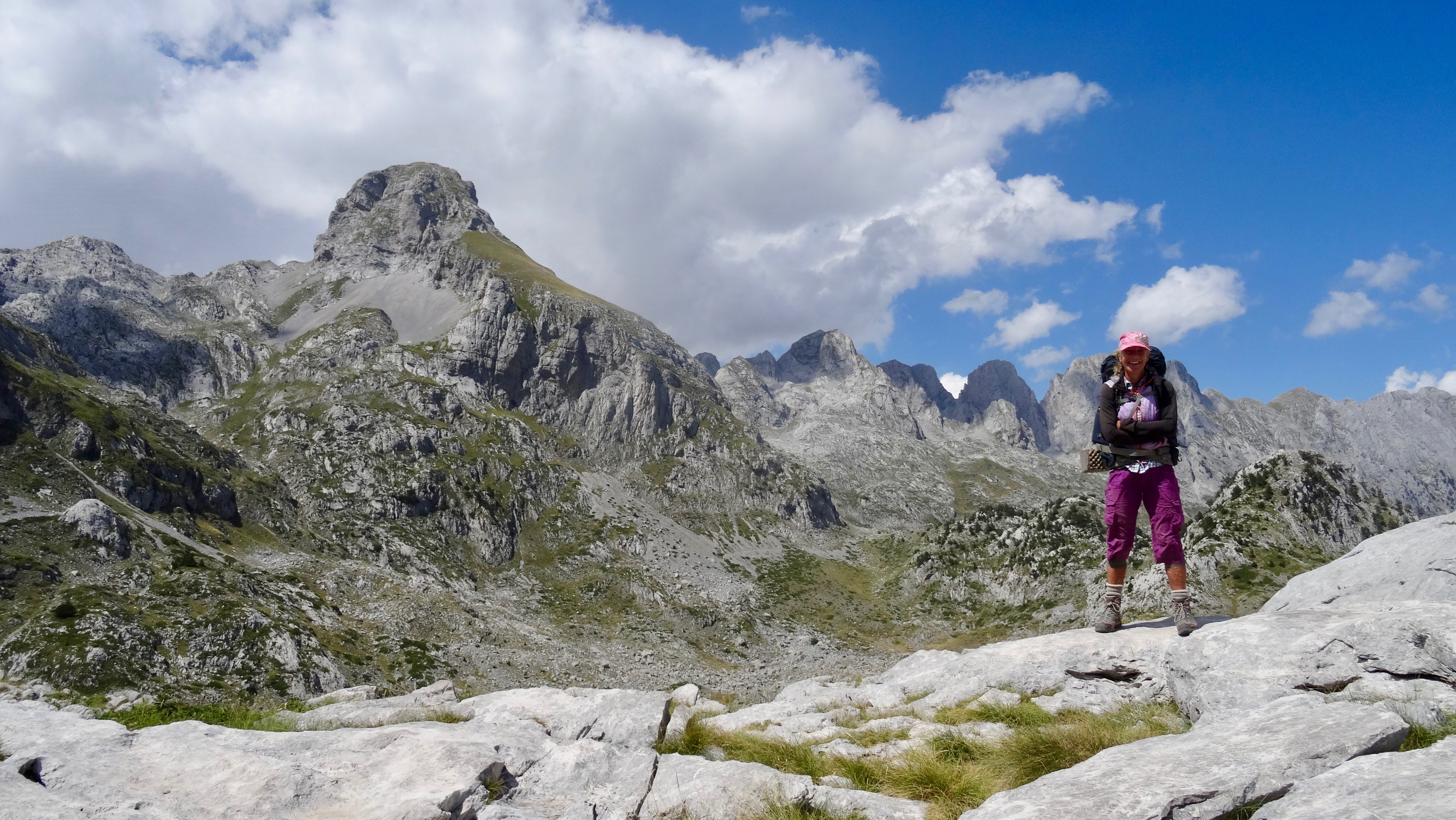

De Peaks of the Balkans Trail is een langeafstandswandelpad door de Albanese Alpen in Kosovo, Montenegro en Albanië. De bewegwijzerde route is 192 kilometer lang en doorkruist de nationale parken  Nationaal park Bjeshkët e Nemuna (Kosovo), Nationaal park Prokletije (Montenegro), nationaal park Alpet e Shqipërisë (fusie sinds 2022 van voormalig Nationaal park Theth (Albanië) en Nationaal park Valbonëdal (Albanië)).